# ديب فير
ديب فير (بالإنجليزية: Deep Fear)‏ (باليابانية: ディープフィアー)، هي لعبة فيديو يابانية من نوع رعب البقاء، صدرت اللعبة في الأسواق سنة 1998، ونشرها شركة سيغا اليابانية، وتعمل حصرياً على منصة سيغا ساترن.